# إيمون دوهرتي
إيمون دوهرتي (بالإنجليزية: Eamon Doherty)‏ هو لاعب كرة قدم بريطاني، ولد في 1 أبريل 1974 في ديري في أيرلندا الشمالية. لعب مع ديري سيتي ونادي كروسيدرز ونادي كوليرين.